# Сен (град)
Вижте пояснителната страница за други значения на Сен.
Сен (на хърватски: Senj; на италиански: Segna; на латински: Senia; на немски: Zengg) е град намиращ се в Западна Хърватия на брега на Адриатическо море.

## История
Сен е населен още от древни времена. Селище на име Атиенитиес в днешен Сен е споменато в гръцки документ от 4 век преди Христа. Римляните използват името Сеня като име на крепост в боевете срещу илирите от 2 век пр. Хр. Аварите и хърватите се установяват в Сен през 7 век след Христа.
Сенската епархия е основана през 1169 г. Хърватско-унгарският крал Бела III дава града на тамплиерите през 1184 г., а през 1271 г. той става притежание на князете на Крък, по-късно наречени Франкопани, под чието управление икономиката на града бурно започва да се развива, построяват се множество църкви и манастири в града и околностите му, и като цяло значението му, и по-специално на неговото пристанище като търговски център нараства.
19 век донася преуспяване, особено с построяването на жп линията между Сен и Карловац, изградена от австрийците и наречена Жозефина на император Франц-Йосиф.

## Икономика
Днешен Сен е модерно адриатическо градче. Главните три отрасли са риболов, корабостроене и туризъм.

## Население
Официално след преброяването през 2001 г. в цялата община Сен населението възлиза на 8132 жители, от които 96,77 % хървати. Само в рамките на града живеят 5491 души.
| Етническа група | Брой | % от населението |
| --------------- | ---- | ---------------- |
| Хървати         | 7869 | 96,77%           |
| Албанци         | 155  | 1,91%            |
| други           | 108  | 1,32%            |

## Личности
- Павел Ритер-Витезович

## Побратимени градове
- Кьосег, Унгария
- Вратимов, Чехия
- Виелун, Полша
- Сорбие, Франция
- Сенец, Словакия
- Парндорф, Австрия
- Върбовец, Хърватия

## Галерия със снимки
- Крепостта Нехай, символ на града